# Íllar
Íllar es una localidad y municipio español situado en la parte oriental de la comarca de la Alpujarra Almeriense, en la provincia de Almería, comunidad autónoma de Andalucía. Limita con los municipios de Bentarique, Huécija, Instinción, Alboloduy y Santa Cruz de Marchena. Cuenta con una población de 460 habitantes (INE 2024). Por su término discurre el río Andarax.
El municipio illense comprende únicamente el núcleo de población de Íllar —capital municipal— y varios diseminados.
Una parte considerable de su término lo ocupa el parque natural de Sierra Nevada.

## Toponimia
El nombre es de origen árabe, concretamente proviene del vocablo Al-Aliya, que significa 'La Alta'. Debido a la ubicación original del núcleo que se encontraba en el 'Lugarejo' que estaba más elevada.

## Geografía

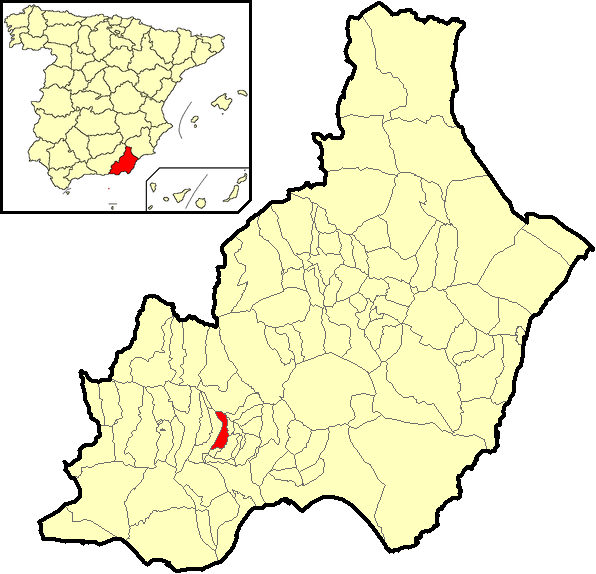
Extensión del municipio en la provincia de Almería

Íllar está situada en el curso medio del río Andarax, en un valle entre la Sierra de Gádor y Sierra Nevada, a una altitud de 423 m s. n. m. Su término municipal tiene una extensión superficial de 19 km² y limita con Huécija y Bentarique por el este, con Instinción por el oeste, Alboloduy por el norte, Santa Cruz de Marchena por el noreste y al sur con un enclave del término de Bentarique. El municipio llega a alcanzar los 1300 metros de altura en la parte que se encuentra en la sierra de Gádor.

### Naturaleza
Parte del municipio se encuentra dentro del parque natural de Sierra Nevada, que tiene una superficie total de 86355 hectáreas.
El Lugar de Interés Geológico Subdesiertos de Almería afecta a parte del municipio, donde resaltan las cárcavas y su importancia geomorfológica y paisajística.
Dispone de los manantiales de Fuente del Cañuelo, Fuente Fontetas, Fuente del Almez, Fuente del Nogal, Fuente Mogaire y Balsa de La Posnilla.
Por ella pasan las veredas de La Solaneta, de Bentarique, Cordel de La Solana y de Peñón Rodado.GR 140 — Puerto La Ragua - Cabo de Gata también pasa por el término municipal.

### Riesgos naturales
El municipio de Íllar todavía no cuenta con un PTEL que cumpla con la Ley 5/2010 sobre autonomía local.

## Historia

### Edad Media
Íllar aparece nombrada por primera vez por el geógrafo Al-Idrisi en el siglo XII, al inscribirse dentro de la actividad colonizadora y fundación de Urs al-Yaman (actual Pechina), de unos 20 castillos que tenían por objeto asegurar el control del territorio y aumentar su capacidad impositiva.
A partir del siglo XIII, cuando el Reino de Granada queda como el único dominio musulmán en la península ibérica, Íllar formará parte, junto con otras 10 localidades, de la taha de Marchena, feudo tradicional de la familia al-Nayar.

### Edad Moderna
La reconquista cristiana llega tras la rendición de Baza y las capitulaciones de Almería, en 1489.
La antigua taha de Marchena es concedida como recompensa a Gutierre de Cárdenas y Chacón por los Reyes Católicos en 1494, como era costumbre por haber participado en la Reconquista.
El siglo XVI tiene lugar la rebelión y posterior expulsión de los moriscos; tras ello, la localidad quedó despoblada, generándose una crisis que se estabilizará en los siglos XVII y XVIII.

### Edad Contemporánea
El siglo XIX irrumpe con el liberalismo y la abolición de los señoríos en 1835. Íllar, al igual que el resto de localidades de la antigua taha de Marchena se constituye en municipio. 
Además, este siglo se caracteriza por un aumento demográfico gracias al auge de la agricultura, propiciada principalmente por cultivo de la uva de Ohanes. Esta época de bonanza se tradujo en varias construcciones de estilo propio de la burguesía de la provincia; También se construyó la fuente, el lavadero en 1871, la Glorieta y la sede del ayuntamiento, en estilo historicista.
El auge económico se mantiene hasta los años 30 del siglo XX, cuando se interrumpió como consecuencia de una gran sequía y problemas sociales que enlazan con la Guerra Civil y una dura posguerra, caracterizada por el alto índice de emigración.

## Geografía humana

### Organización territorial
El municipio carece de cualquier otro núcleo de población.

### Demografía
Íllar cuenta con una población de 460 habitantes (INE 2024).
| Gráfica de evolución demográfica de Illar entre 1842 y 2021                                                           |
| |
| Población de derecho según los censos de población del INE. Población de hecho según los censos de población del INE. |

### Economía

#### Evolución de la deuda viva municipal
| Gráfica de evolución de Deuda viva del Ayuntamiento de Íllar entre 2008 y 2019                                |
| |
| Deuda viva del Ayuntamiento de Íllar en miles de Euros según datos del Ministerio de Hacienda y Ad. Públicas. |

#### Recursos económicos
Desde la Edad Media, la principal actividad económica del municipio ha sido la agricultura. 
A finales del siglo XV, se intensifican los cultivos de secano como cereales y leguminosas. Será durante el siglo XIX cuando cambie de forma radical la agricultura tradicional, desaparecen los cultivos de exportación por la aparición de un nuevo cultivo, la uva de mesa o de Ohanes. En la década del siglo XX decae este cultivo, debido a la caída de los precios en el mercado, y por los años 50 y 60 se comenzaron a plantar muchos cítricos y olivos, buscando una alternativa económica, llegándose a crear hasta tres almazaras. 
Hoy, la principal actividad económica del municipio es el cítrico, principalmente la naranja en todas sus variedades.

## Administración y política

### Gobierno municipal
La administración política del municipio se realiza a través de un ayuntamiento de gestión democrática, cuyos componentes se eligen cada cuatro años por sufragio universal. El censo electoral está compuesto por todos los residentes empadronados en Íllar mayores de 18 años y nacionales de España y de los otros países miembros de la Unión Europea. Según lo dispuesto en la Ley del Régimen Electoral General,
que establece el número de concejales elegibles en función de la población del municipio, la Corporación Municipal de Íllar está formada por 7 concejales. La sede del consistorio está situada en la plaza de la Constitución.

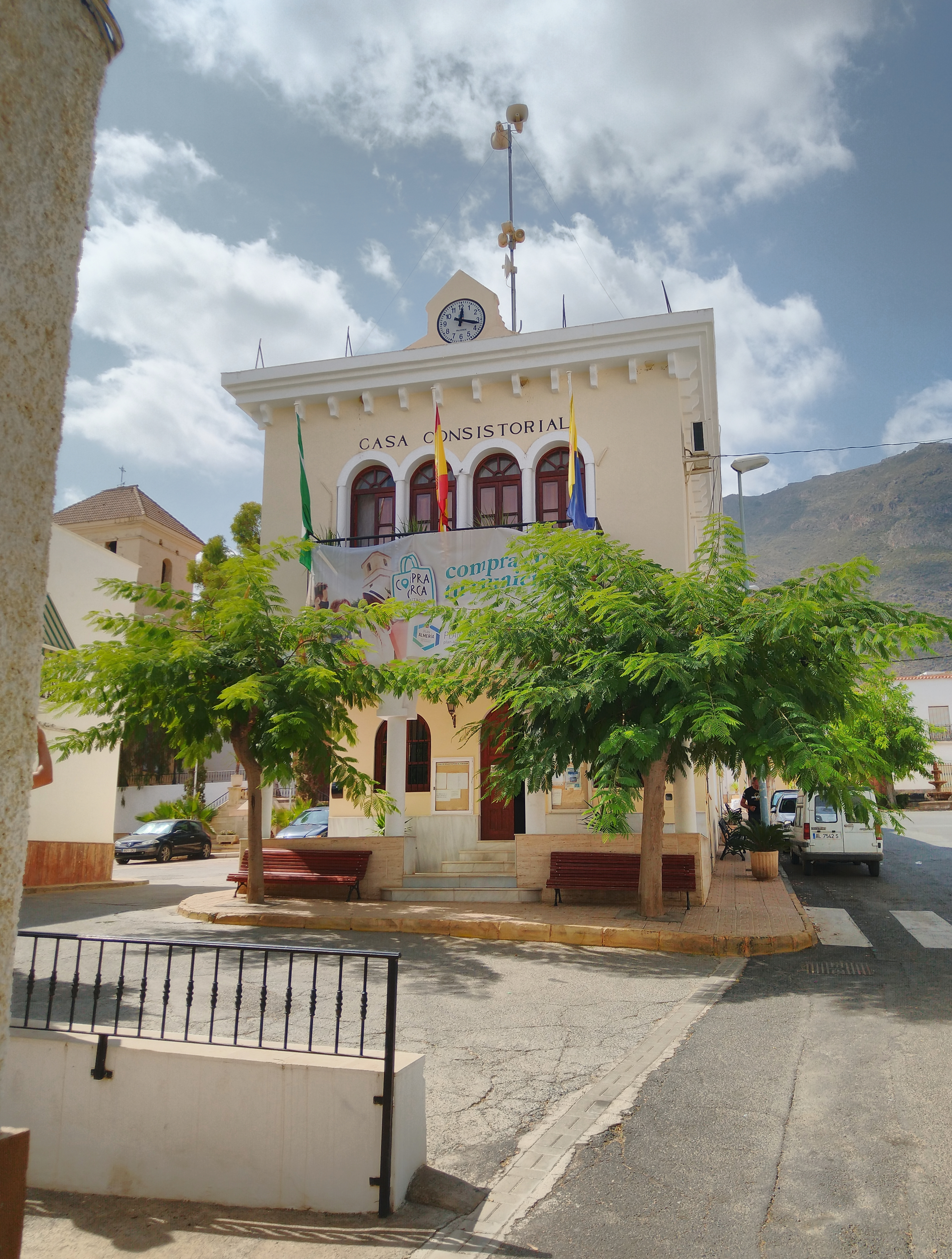
Ayuntamiento de Íllar

### Elecciones municipales 2019
En las municipales de 2023, El PSOE ganó con 152 votos y obtuvo 4 concejales, el PP obtuvo 151 y 3 concejales.
| Partido político                         | Concejales | Votos | %     |
| ---------------------------------------- | ---------- | ----- | ----- |
| Partido Socialista Obrero Español (PSOE) | 4          | 152   | 48,71 |
| Partido Popular (PP)                     | 3          | 151   | 48,39 |

### Alcaldes
Estos son los últimos alcaldes de Íllar:
| Periodo     | Alcalde                          | Partido |
| ----------- | -------------------------------- | ------- |
| 1979-1983   | Abelardo Timoteo Almécija Rovira | PSOE    |
| 1983-1987   | Abelardo Timoteo Almécija Rovira | PSOE    |
| 1987-1991   | José Garrido Cantón              | PSOE    |
| 1991-1995   | José Garrido Cantón              | PSOE    |
| 1995-1999   | José Garrido Cantón              | PSOE    |
| 1999-2003   | Antonio González García          | PP      |
| 2003-2007   | Antonio Sánchez Salmerón         | PP      |
| 2007-2011   | Antonio Sánchez Salmerón         | PP      |
| 2011-2013   | María Victoria Salvador González | PP      |
| 2013-2015   | Rosario Plaza Sánchez            | PP      |
| 2015-2019   | Carmelo Llobregat Torres         | PP      |
| 2019 - 2023 | Carmelo Llobregat Torres         | PP      |
| 2023 -      | Juan Francisco Duarte Sánchez    | PSOE    |

## Servicios públicos

### Educación
El municipio cuenta con un Centro Público Rural, el CPR Valle de Andarax, compartido con las localidades de Almócita, Instinción, Ohanes, Padules y Rágol.

### Sanidad
El municipio cuenta con un consultorio, dependiente del Hospital Universitario Torrecárdenas, que da servicio de lunes a viernes.

## Cultura

### Patrimonio religioso

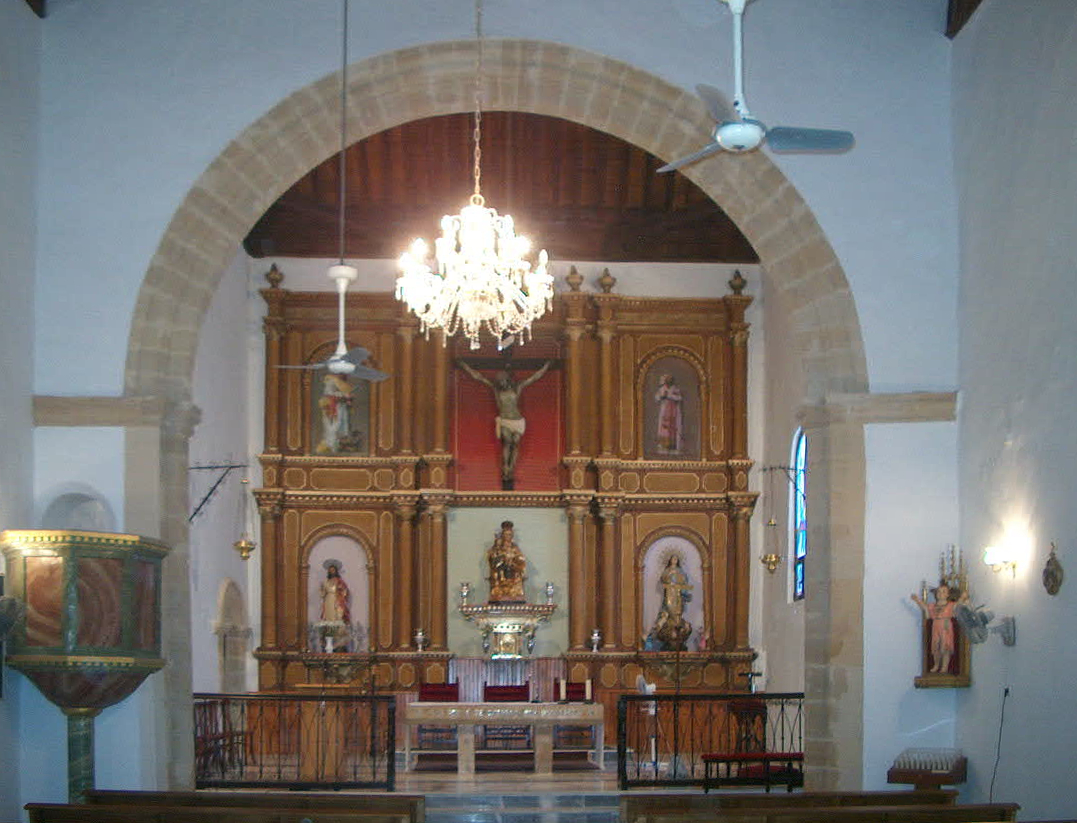
Retablo de la iglesia de Íllar

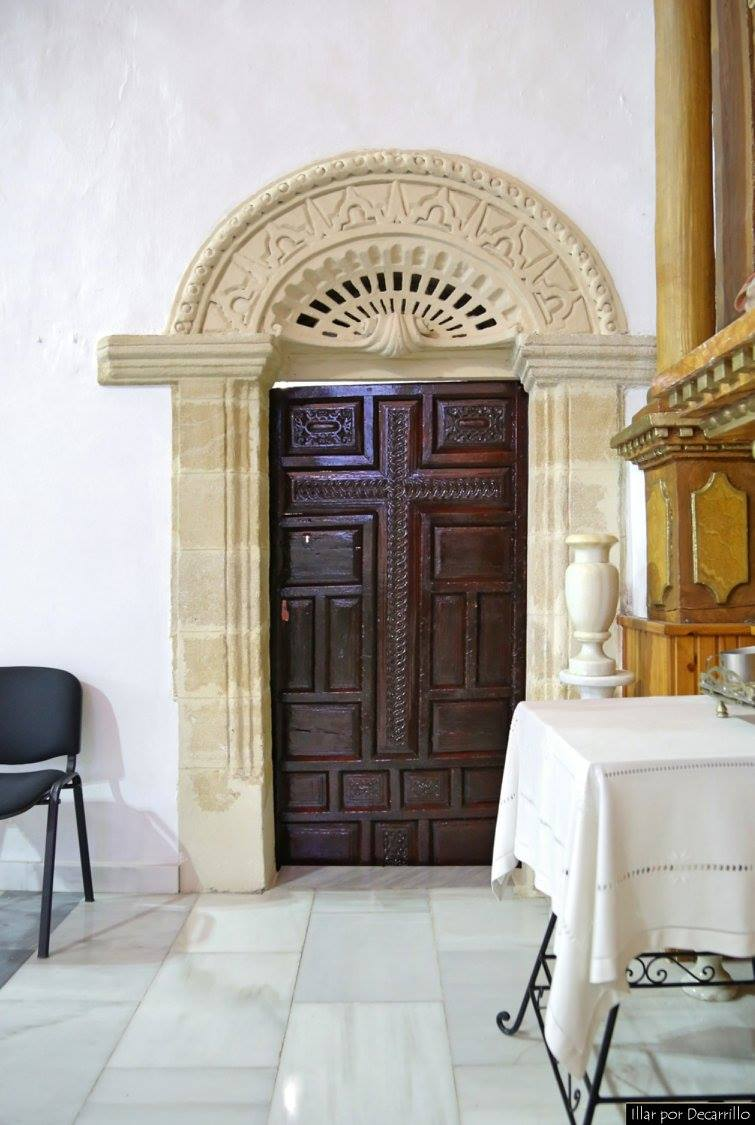
Puerta de acceso a la sacristía desde el altar mayor de estilo barroco

- Iglesia de Santa Ana: Es un edificio de estilo mudéjar con bóveda de madera construido en el siglo XVI. Se inicia su construcción en 1530, un edificio que sigue una tipología sencilla llamada «iglesias de cajón», por estar compuesta por una sencilla nave rectangular con un armadura de artesa, y una capilla mayor de planta cuadrada, adosada a ella, unida a través de un arco toral y cubierta con una armadura de paños; todo el edificio se cubre al exterior con un tejado a dos aguas y un pronunciado alero. En su interior la sacristía tiene una pequeña portada barroca de estuco.[15]

### Patrimonio civil

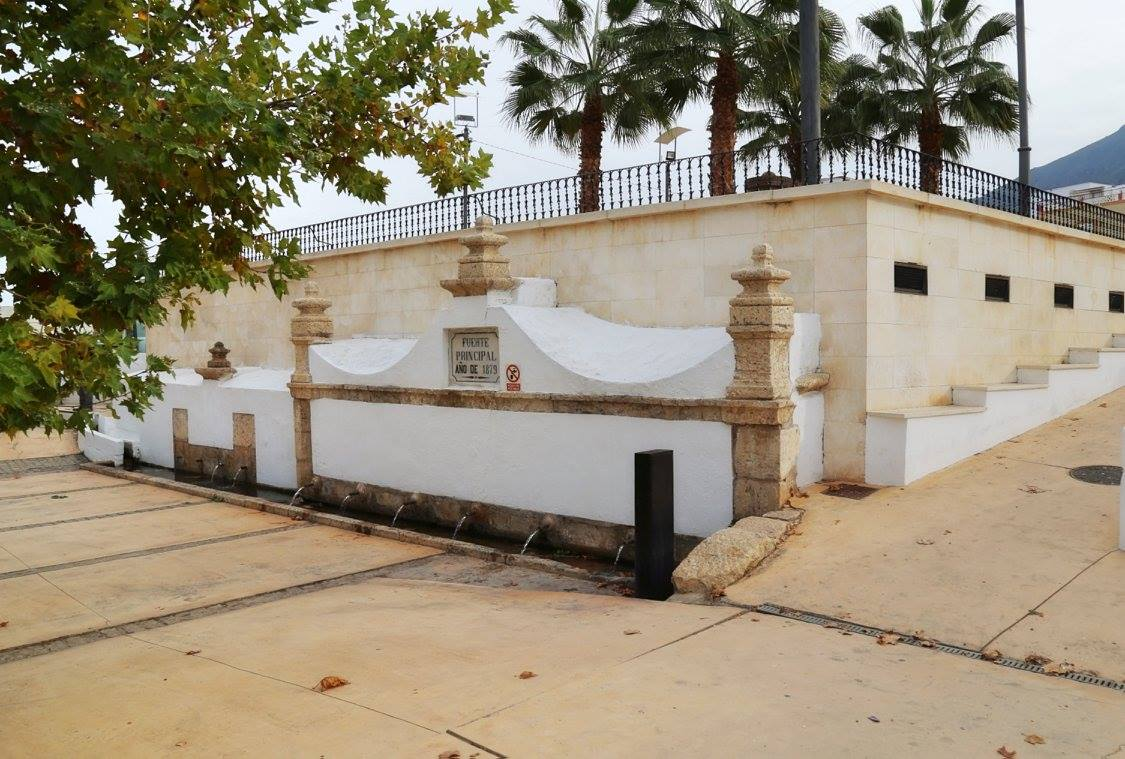
Glorieta y fuente principal en Íllar

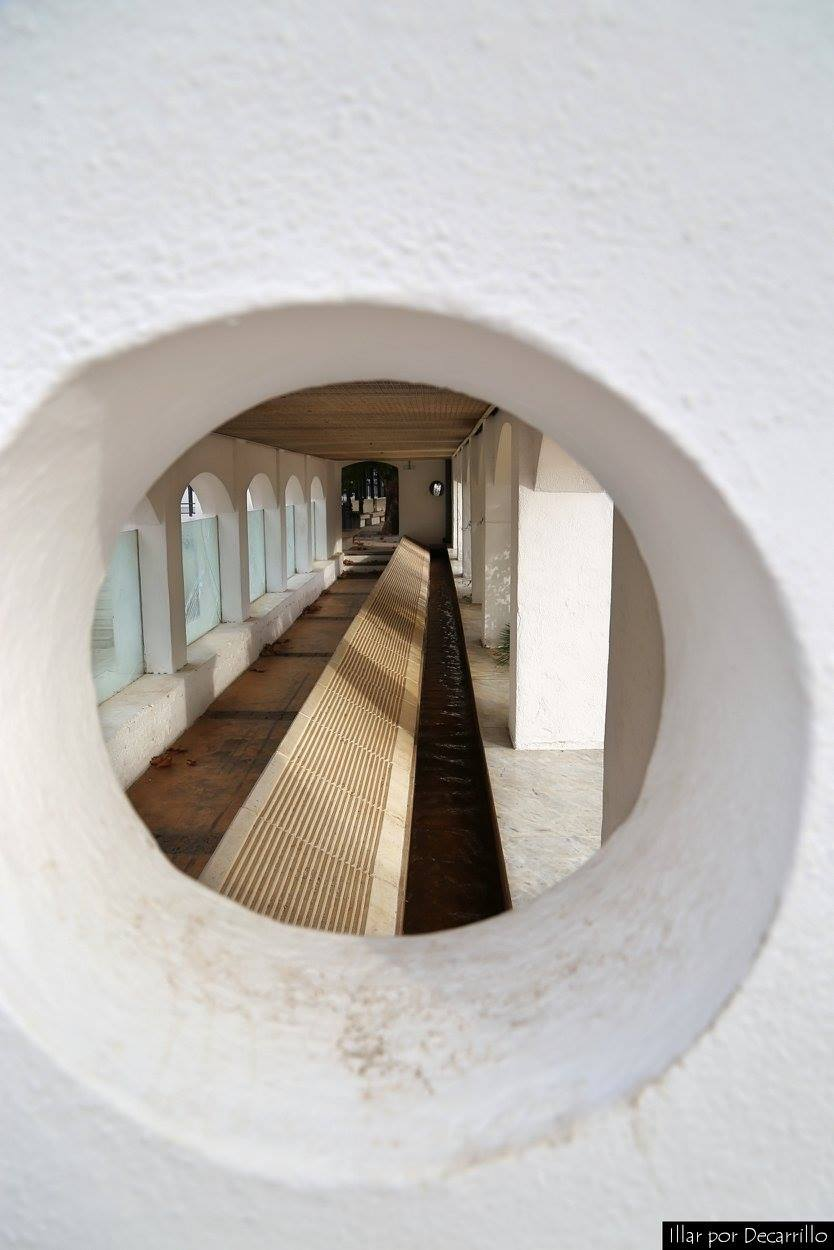
Lavadero principal

- Fuente: De 1871-1879.[15] La fuente tiene la misma anchura que la glorieta. Diferenciada por dos zonas arquitectónicas: la primera, formada por un pilar corrido en piedra con siete huecos labrados en el fondo para colocar los cántaros y sobre el mismo, los siete caños por donde manaba el agua de la mina. la segunda está compuesta por un pilar corrido, llamado "pozanco", un entablamento de cuatro caños rematado por un penacho.[15]
- Lavadero: El actual lavadero data de finales de los 50 reedificado sobre el anterior que data de la misma fecha que la fuente. Posteriormente, fue modificado en los 90, cuando se remodeló en su conjunto todo el entorno. el lavadero está compuesto por un pilar corrido con piedras de lavar, cubierto y rodeado de arcos de medio punto. El agua, que procedía de la mina, recorría toda su extensión antes de desembocar en la balsa, dónde se almacena el agua para el riego de los campos.[15]
- Glorieta: Construida en 1926. Está situada en la antigua entrada del pueblo, encima de la fuente principal. Su forma es cuadrada, rodeada por un poyo continuo. En el centro se encuentran cuatro palmeras, en cuyo centro cuadrado, se cuenta con una gran fuente de agua.[15]

### Patrimonio cultural inmaterial
- Fiestas patronales en honor a la patrona Santa Ana.. Se celebran en honor a Santa Ana, la patrona del municipio, el 26 de julio, con motivo de su onomástica, con actividades religiosas y lúdicas. Son unas fiestas donde se mezcla, la tradición y lo actual para poder dar cabida a todo tipo de gustos y preferencias.[16]
- Quema de la zorra: Se celebra por las fiestas de Santa Ana y San Joaquín, donde un muñeco hecho de papel de embalar relleno de cohetes es quemado. La figura desfila por el pueblo acompañada de la banda municipal, donde se procede a hacer de manera simbólica un reparto de las partes de su cuerpo. Después del pregón, al grito de «Viva la zorra, Fuego la zorra», se le prende fuego y desfila ardiendo por las calles del pueblo.[17]
- Gozos, salves y plegarias por Santa Ana y San Joaquín: Son una serie de manifestación de fervor religioso de los illarenses hacia sus patronos. Los Gozos datan del siglo XVI, la salve y las plegarias son más recientes.[18]

- Fiestas en honor a Santa Ana.. También el 4 de marzo se celebra el milagro de sudoración de la patrona. En la iglesia se hallaron un gran número de gente informando en razón de que, empezando primero la imagen de la Concepción, en gran abundancia de gotas de sudor, luego le sigue una de las imágenes de talla dorada, Santa Ana, Hija y Nieto, y éstas habían sudado durante veinte y seis horas sin cesar. Aunque muchas veces se había limpiado el rostro, volvía a renovar ese sudor. El beneficiado de Juan de Oliver, tras limpiar la imagen hasta en tres ocasiones, envió las diligencias y testimonio. Todo aconteció un 4 de marzo a las cuatro de la tarde. Firmado Íllar y marzo de 1602, el licenciado Juan de Oliver. Es por ello, que celebramos este hecho realizando actividades lúdicas y religiosas.[19]
- Voto a Santa Ana. Tercer domingo de septiembre. Han sido muchas las epidemias que han asolado España en los siglos pasados. En Íllar, concretamente, la de gripe de los años 1917-1919 que se llevaron al 10% de la población. En esta epidemia, ante la desesperación de los habitantes de Íllar, hicieron una rogativa a Santa Ana, prometiéndole un voto si intervenía y los libraba de la enfermedad. En la víspera de la celebración ayunaría todo el pueblo a pan y agua exceptuando los enfermos. Tras esta privación vendría el día de la fiesta religiosa, no sin antes remediar ese ayuno con una fritá de carne a las doce de la noche, hora en la que se deba por finalizado el sacrificio. De mañana se celebra la Eucaristía y la Procesión en acción de gracias por el final de la epidemia. Tras la procesión la gente acude a la mayordomía en la que se reparten garbanzos tostados, uvas pasas y almendras, acompañadas de vino y ponche, todos ellos productos de la tierra. La mayordomía va pasando, de un año a otro, por las calles de vecinos que se adhieran al cumplimiento.[19]
- San Isidro Labrador Se celebra el 15 mayo.[19]

### Gastronomía
Entre los platos más distintivos encontramos la fritada alpujarreña, el choto al ajo cabañil, la cocina mareá, el rape con patatas, el encebollado con hígado de cerdo, las tabirnas colorás (a base de patatas), el pimentón típico almeriense de pescado pero con patatas, el pimentón con caracolillos, que cambia el pescado por caracoles, las gachas colorás, que son gachas almerienses pero con carne en lugar de pescado. La denominada olla vieja, conocida en otras partes como cardoncha o potaje de hinojos y cardos.
La repostería es conocida por sus roscos de Semana Santa, soplillos de huevo y almendra, mantecados de miel, rosquillas y canónigo, un plato a base de huevos y bizcocho.
El crítico gastronómico Antonio Zapata ubica el municipio en la comarca gastronómica de la Alpujarra almeriense, zona en la que abundan las hortalizas, los embutidos, los quesos frescos y curados y la repostería con miel. El autor señala entre las recetas más distintivas el remojón, la sopa de almendras, la sobrehúsa de verduras, la cocina mareá, las migas de harina, la olla de trigo, el potaje de castañas y los soplillos.
Este autor cita algunos platos apreciados en el municipio, como el guisote de calabaza (que en Almería capital es conocido como picadillo), el pimentón con caracolillo y las tabirnas colorás.

Desde 2017 se celebra anualmente el Reconocimiento de la Naranja para homenajea de los trabajadores del cultivo de cítricos y promoción de los productos derivados de esta fruta parte de la dieta mediterránea.